# Iphigenia novae-zelandiae
Iphigenia novae-zelandiae är en tidlöseväxtart som först beskrevs av Joseph Dalton Hooker, och fick sitt nu gällande namn av John Gilbert Baker. Iphigenia novae-zelandiae ingår i släktet Iphigenia och familjen tidlöseväxter. Inga underarter finns listade i Catalogue of Life.